# Ajay Mitchell
Pour les articles homonymes, voir Ajay et Mitchell.
Ajay Mitchell, né le  25 juin 2002 à Ans en Belgique, est un joueur belgo-américain de basket-ball évoluant aux postes de meneur et d'arrière. Il mesure 1,96 m.

## Biographie

### Carrière universitaire
Entre 2021 et 2024, il joue pour les Gauchos de l'UC Santa Barbara à l'université de Californie à Santa Barbara. Il y excelle, au point d'être nommé meilleur joueur de la Conférence Ouest à deux reprises, lors de ses deux premières années.
Le 16 avril 2024, il annonce qu'il se présente à la draft 2024 de la NBA.

### Carrière professionnelle

#### Thunder d'Oklahoma City (depuis 2024)
Le 27 juin 2024, il est sélectionné à la 38e position de la draft 2024 de la NBA par les Knicks de New York. Le même soir, il est transféré au Thunder d'Oklahoma City en échange des droits sur Oso Ighodaro. Le 6 juillet 2024, il signe un contrat two-way avec le Thunder. En février 2025, son contrat two-way est converti en un contrat standard. Le 22 juin 2025, le Thunder remporte la NBA suite à sa victoire contre les Pacers de l'Indiana (4-3). Mitchell devient le deuxième joueur belge à remporter le championnat de la NBA, après Didier Mbenga.

## Palmarès

### Professionnel
- Champion NBA en 2025 avec le Thunder d'Oklahoma City.

### Universitaire
- Big West Player of the Year (2023)
- 2× First-team All-Big West (2023, 2024)
- Second-team All-Big West (2022)
- Big West Freshman of the Year (2022)

## Statistiques

### Universitaires
| Saison    | Équipe           | Matchs | Titul. | Min./m | % Tir | % 3pts | % LF | Rbds/m. | Pass/m. | Int/m. | Ctr/m. | Pts/m. |
| --------- | ---------------- | ------ | ------ | ------ | ----- | ------ | ---- | ------- | ------- | ------ | ------ | ------ |
| 2021-2022 | UC Santa Barbara | 27     | 23     | 32,0   | 53,1  | 32,7   | 75,0 | 2,22    | 3,74    | 0,81   | 0,22   | 11,56  |
| 2022-2023 | UC Santa Barbara | 35     | 35     | 34,0   | 50,6  | 26,7   | 81,3 | 2,71    | 5,11    | 1,31   | 0,29   | 16,31  |
| 2023-2024 | UC Santa Barbara | 29     | 29     | 31,5   | 50,4  | 39,3   | 85,8 | 4,03    | 3,97    | 1,17   | 0,38   | 20,00  |
| Carrière  | Carrière         | 91     | 87     | 32,6   | 51,1  | 33,2   | 81,8 | 2,99    | 4,34    | 1,12   | 0,30   | 10,85  |